# Mujtaba Hussaini Shirazi
Mujtaba Hussaini Shirazi. (Arabiska: مجتبى الحسيني الشيرازي, Persiska: سید مجتبی حسینی شیرازی) är en shiitisk präst (ayatolla). Han föddes i Karbala 1943, men han flyttade till England där han bor nu.
Han har studerat i Karbala, Najaf, Qom och Mashad. Hans lärare var:
1. Stora Ayatolla Ruhollah Khomeini
2. Stora Ayatolla Mohammad Hussaini Shirazi (hans äldre bror)
3. Stora Ayatolla Abu al-Qasim al-Khoei
4. Stora Ayatolla Muhammad Ridha Isfahani

## Böcker av Mujtaba Shirazi
- Detta är Allahs budbärare (Arabiska: هذا رسول الله)
- Filosofi av de många fruar till profeten (Arabiska: فلسفة تعدد زوجات رسول الله)
- Imam Ali i korthet (Arabiska: الإمام علي في سطور)